# إطلاق الحوثيين صاروخ باليستي باتجاه الرياض 2017
في 4 نوفمبر 2017 أعلنت السلطات السعودية أن قوات الدفاع الجوي اعترضت صاروخ باليستي أطلق من اليمن باتجاه العاصمة الرياض ونقلت وكالة الأنباء السعودية عن مسؤولين سقوط شظايا وبقايا الصاروخ في محيط مطار الملك خالد الدولي، وأعلنت قناة المسيرة المحسوبة على الحوثيين أن الهدف تم إصابته بدقة، وقالت الهيئة العامة للطيران المدني (السعودية) أن الحركة الجوية في مطار الرياض لم تتأثر بالحادث، أدى اعتراض الصاروخ في الجو إلى دوي انفجارات سُمع صوتها من السكان في معظم أنحاء الرياض.

## خلفية
تبعد أقرب نقطة للحدود اليمنية - السعودية من العاصمة الرياض أكثر من 1000 كيلو متر مربع.

## رد قوات التحالف
قال المتحدث الرسمي باسم قوات التحالف، العقيد الركن تركي المالكي، أن الصاروخ أطلق بطريقة عشوائية وعبثية لاستهداف المناطق المدنية والآهلة بالسكان. وأضاف: «أدى اعتراض الصاروخ لتناثر الشظايا بمنطقة غير مأهولة شرقي مطار الملك خالد الدولي، ولم يكن هناك أي إصابات».
وأغارت قوات التحالف على مقر وزارة الدفاع اليمنية ومعسكر النهدين في صنعاء.